# Malachius
Genre
Malachius est un genre d'insectes de l'ordre des coléoptères, qui a donné son nom à la sous-famille des Malachiinae.

## Espèces rencontrées en Europe
D'après Fauna Europaea (16 janv. 2015)
- Malachius aeneus (Linnaeus 1758)
- Malachius agenjoi Pardo 1975
- Malachius angelinii  Pasqual 2009
- Malachius australis Mulsant & Rey 1867
- Malachius bipustulatus (Linnaeus 1758)
- Malachius coccineus Waltl 1838
- Malachius cressius Pic 1904
- Malachius cyprius (Baudi 1871)
- Malachius demaisoni Abeille 1900
- Malachius elaphus Abeille 1890
- Malachius graecus Kraatz 1862
- Malachius kasosensis Wittmer 1988
- Malachius labiatus Brullé 1832
- Malachius lusitanicus Erichson 1840
- Malachius macedonicus Pasqual 2009
- Malachius pickai Svihla 1987
- Malachius rubidus Erichson 1840
- Malachius scutellaris Erichson 1840
- Malachius stolatus Mulsant & Godart 1855

Noms en synonymie:
- Malachius elegans Olivier, 1790, un synonyme de Clanoptilus elegans (Olivier, 1790)